# Preški Vrh
Preški Vrh is een plaats in Slovenië en maakt deel uit van de gemeente Ravne na Koroškem in de NUTS-3-regio Koroška. De plaats telde 168 inwoners op 1 januari 2020.